# Feestlokaal Voor ons Recht
Het feestlokaal Voor ons Recht, in de volksmond De Pulle, is een oorspronkelijk groter gebouwencomplex in de Stationsstraat 4 in Deinze. Het werd in 1921 opgetrokken door de gelijknamige socialistische coöperatieve, die in de Leiestreek actief was naar het voorbeeld van Vooruit in Gent.

## Geschiedenis
De coöperatieve werd opgericht rond 1903 op de Markt 142. Drijvende kracht was onder meer de latere volksvertegenwoordiger Gustaaf Gevaert. De leden konden er brood, kolen en kruidenierswaren kopen. Er kwam op dezelfde plaats een feestzaal, die werd gebruikt voor bals, toneelvoorstellingen en concerten. In 1919 telde de coöperatieve inmiddels 1.000 leden.
De expansie en de winsten van de onderneming dwongen de bestuurders uit te kijken naar een grotere ruimte. Via een stroman werd de ruïne van een gebouw gekocht op de hoek van de Stationsstraat en Gentstraat, dat op het einde van de Eerste Wereldoorlog (oktober 1918) was verwoest.
Er werd een complex opgericht dat o.a. een filmzaal voor 750 personen, een balzaal, bibliotheek, kantoren, bakkerij, café, opslagplaatsen en winkelruimte omvatte.
Het gebouw had verschillende functies. Het was de zetel van een onderneming, met name de coöperatieve, die tijdens haar grootste bloei in de jaren twintig en dertig ongeveer 2.000 leden had. Het brood en de kolen werden met paard en kar naar de omliggende gemeenten gevoerd. Er was ook een kruidenierswinkel aan verbonden. De filmzaal, café en de balzaal werden gebruikt voor de ontspanningsmomenten, georganiseerd door de talrijke verenigingen zoals een fanfare, turnclub en toneelvereniging. Mutualiteit en vakbond verdedigden de belangen van de leden. De partijafdeling overkoepelde het geheel.
In de jaren zestig kreeg de socialistische coöperatieve beweging het moeilijk. De filmzaal werd al in 1966 verkocht. In Gent verdween het warenhuis, maar ook in Deinze ging in 1973 de winkel teloor, wat meteen het einde was van de coöperatieve activiteit in de Leiestad.
In de jaren zeventig waren de resterende ruimten enigszins verloederd geraakt. Het bestuur van de nieuwe vzw Voor ons Recht slaagde erin, financiële middelen en vrijwilligers te mobiliseren en het volkshuis door een grondige renovatie van de ondergang te redden.

## Huidige situatie
Het kleinere complex omvat kantoren en publieksruimte van vakbond en mutualiteit, de cafetaria De Pulle en de vroegere balzaal die, met een aantal art nouveau ornamenten, nog de sfeer uit de jaren twintig oproept. Die balzaal fungeert nu als ruimte voor diverse activiteiten.